# Henry Lewy
Henry Lewy, rodným jménem Heinz Lewy (31. května 1926 – 8. dubna 2006) byl německý hudební producent a zvukový inženýr.
Narodil se do Židovské rodiny v německém Magdeburgu, kde jeho otec podnikal v oblasti zemědělských strojů. V roce 1939 se rodina přestěhovala do Anglie a následně do Kanady, odkud pak odjela do Spojených států amerických, kde se usadila ve městě Los Angeles. Zde Henry Lewy absolvoval Hollywoodskou střední školu; poté nastoupil do americké armády a po návratu pracoval jako rozhlasový hlasatel na různých stanicích.
V padesátých letech začal Lewy pracovat jako zvukový inženýr při nahrávání písní různých hudebníků a později se z něj stal hudební producent. Během své kariéry spolupracoval s mnoha hudebníky, mezi které patří například Leonard Cohen, Van Morrison, Joni Mitchell či Neil Young. Zemřel v roce 2006 ve věku 79 let po komplikacích způsobených pádem.